# Acaulospora delicata
Acaulospora delicata är en svampart som beskrevs av C. Walker, C.M. Pfeiff. & Bloss 1986. Acaulospora delicata ingår i släktet Acaulospora och familjen Acaulosporaceae.   Inga underarter finns listade i Catalogue of Life.